# Australian Open 2010 - Doppio maschile in carrozzina
Robin Ammerlaan e Shingo Kunieda erano i detentori del titolo, ma non hanno partecipato insieme.

Amerlaan ha fatto coppia con Maikel Scheffers.

Kunieda ha fatto coppia con Stéphane Houdet e ha vinto il torneo battendo il finale Amerlaan e Scheffers per 6–2, 6–2

## Teste di serie
1. Maikel Scheffers /  Robin Ammerlaan (finale)
2. Stéphane Houdet /  Shingo Kunieda (campioni)

## Tabellone

### Legenda
| - Q = Qualificato - WC = Wild card - LL = Lucky loser | - ALT = Alternate - SE = Special Exempt - PR = Protected Ranking | - w/o = Walkover - r = Ritirato - d = Squalificato |

### Fase finale
|  | Semifinali | Semifinali                       | Semifinali                     | Semifinali | Semifinali |  |  | Finale | Finale                           | Finale                           | Finale | Finale |  |
|  |            |                                  |                                |            |            |  |  |        |                                  |                                  |        |        |  |
|  | 1          | Maikel Scheffers Robin Ammerlaan | 4                              | 6          | 6          |  |  |        |                                  |                                  |        |        |  |
|  |            | Ben Weekes Stefan Olsson         | 6                              | 4          | 2          |  |  | 1      | Maikel Scheffers Robin Ammerlaan | Maikel Scheffers Robin Ammerlaan | 2      | 2      |  |
|  |            | Satoshi Saida Martin Legner      | Satoshi Saida Martin Legner    | 3          | 4          |  |  | 2      | Stéphane Houdet Shingo Kunieda   | Stéphane Houdet Shingo Kunieda   | 6      | 6      |  |
|  | 2          | Stéphane Houdet Shingo Kunieda   | Stéphane Houdet Shingo Kunieda | 6          | 6          |  |  |        |                                  |                                  |        |        |  |